# Plaatjes van Pyrgi

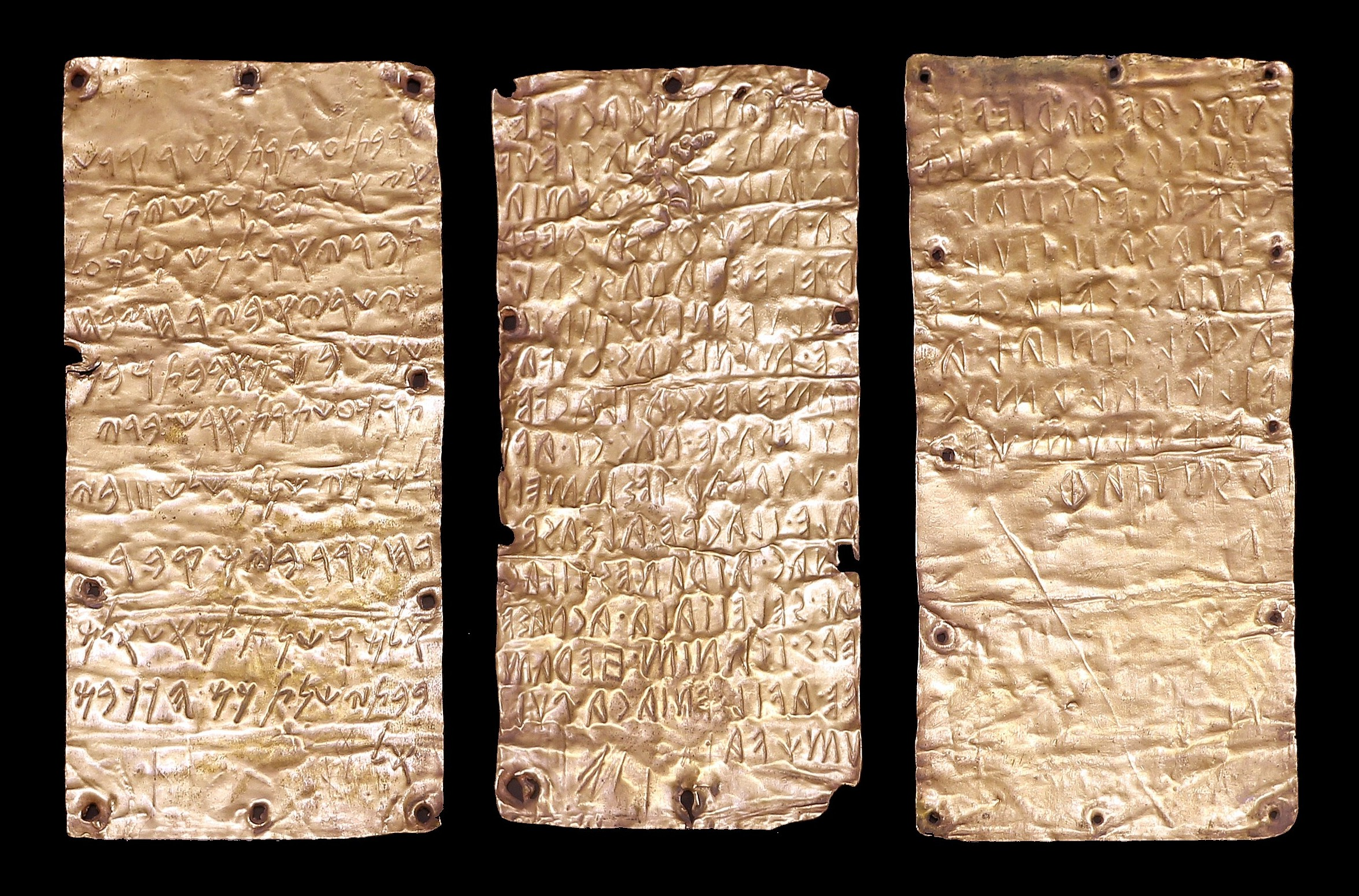
De plaatjes.

De plaatjes van Pyrgi, gevonden in 1964 tijdens een opgraving van een heiligdom in het oude Pyrgi aan de Tyrreense kust van Italië, het huidige stadje Santa Severa, zijn drie gouden bladeren met een beschrijving van een inzegening in ca. 500 v.Chr. door Thefarie Velianas, Zilath (praetor) van Caere, aan de Fenicische godin Astarte. Pyrgi was de haven van de zuidelijke Etruskische stad Caere. Twee van de plaatjes zijn geschreven in de Etruskische taal, de derde in het Fenicisch.
Het geschrift is niet alleen belangrijk omdat het een tweetalige tekst is die wetenschappers in staat stelt om hun kennis van het Fenicisch te gebruiken om het Etruskisch beter te begrijpen, maar ook omdat het bewijzen levert voor de Fenicisch/Punische invloed op het westelijke deel van de Middellandse Zee. Dit document biedt een context voor de beschrijving van Polybios (Hist. 3.22) van een oud en bijna onbegrijpelijk verdrag tussen de Romeinen en de Carthagers, welke dateert uit het consulschap van L. Iunius Brutus en L. Tarquinius Collatinus (509 v.Chr.).
De plaatjes bevinden zich nu in het Nationaal Etruskisch Museum, Villa Giulia in Rome.

## Fenicische tekst
l-rbt l-ʻštrt,
Aan Vrouwe Ashtarot,
ʼšr qdš ʼz, ʼš pʻl, w-ʼš ytn tbryʼ wlnš mlk ʻl kyšryʼ.
Dit is de heilige plaats, welke was gebouwd en gegeven door Tiberius Velianas die heerst over de Caerites.
b-yrḥ zbḥ šmš, b-mtnʼ b-bt, wbn tw.
Tijdens de maand van het Zonneoffer, als een gift in de tempel, bouwde hij een aedicula.
k-ʻštrt ʼrš b-dy l-mlky šnt šlš, b-yrḥ krr, b-ym qbr ʼlm
Want Ashtarot voedde hem op met haar hand om drie jaar te heersen vanaf de maand van Churvar, vanaf de dag van de begrafenis van de godheid.
w-šnt lmʼš ʼlm b-bty šnt km h kkb m ʼl.
En de jaren van het beeld van de godheid in de tempel (zullen) zoveel jaren zijn als de sterren in de hemel.

## Etruskische tekst
Eerste blad
Ita tmia icac heramašva vatieχe Unial-Astres, θemiasa meχ θuta.
Opdat de tempel en deze Hermes idolen gewijd worden aan Uni-Astarte, gebouwd door de stamgenoten.
Θefariei Velianas sal cluvenias turuce.
Tiberius Velianas de aedicula gegeven om te behagen.
Munistas θuvas tameresca ilacve tulerase.
Zodat zijn eigen begrafenis door deze priesters omgeven was door idolen.
Nac ci avil χurvar, tešiameitale, ilacve alšase.
Voor drie jaar [in de maand van] Churvar, met Haar brandden de offergaven, met idolen [was het] begraven.
Nac atranes zilacal, seleitala acnašvers.
Tijdens de heerschappij van de hoofdman, in Haar hand zou [hij] voortgebracht worden (d.w.z., Uni-Astre gaf hem de autoriteit om te heersen).
Itanim heramve, avil eniaca pulumχva.
En met deze Hermes idolen, zullen de jaren de sterren overleven.
Tweede blad
Nac Θefarie Veliiunas θamuce cleva etunal Masan tiur, Unias šelace.
Toen Tiberius Velianas het beeld in het heiligdom had gebouwd [in] de maand van Masan, was Uni tevredengesteld.
Vacal tmial avilχval amuce pulumχva snuiaφ.
De jaarlijkse offergaven aan de tempel zijn zo talrijk als de sterren.